# 申鮮虞
申鲜虞，申氏，春秋时期齐国大夫。
前550年（周灵王二十二年、鲁襄公二十三年、齐庄公四年），荧庭之战，申鲜虞的儿子傅挚作为第二前锋莒恒的车右。前548年（周灵王二十四年、鲁襄公二十五年、齐庄公六年）齐庄公死后，闾丘婴用车子的帷幕包上妻子，装上车，和申鲜虞坐一辆车逃走。申鲜虞将闾丘婴之妻推下车，说：“国君昏聩不能纠正，国君危险不能相救，国君死亡不能殉身，只知道把自己的爱人藏起来，谁会接纳我们？”走到弇中狭道，准备住下，闾丘婴说：“崔氏、庆氏可能在追我们。”申鲜虞说：“一对一，我们怕谁？”于是住下，头枕着马缰睡下，醒来先喂饱马再自己吃饭，套上马车继续赶路。走出弇中，申鲜虞对闾丘婴说：“快点赶马，崔氏、庆氏人多，我们不能抵挡。”于是就逃亡到鲁国。申鲜虞在鲁国郊外雇用了仆人，为齐庄公服丧。前546年（周灵王二十六年、鲁襄公二十七年、齐景公二年）冬，楚国召请申鲜虞，申鲜虞去到楚国，做了右尹。